# Lippay György

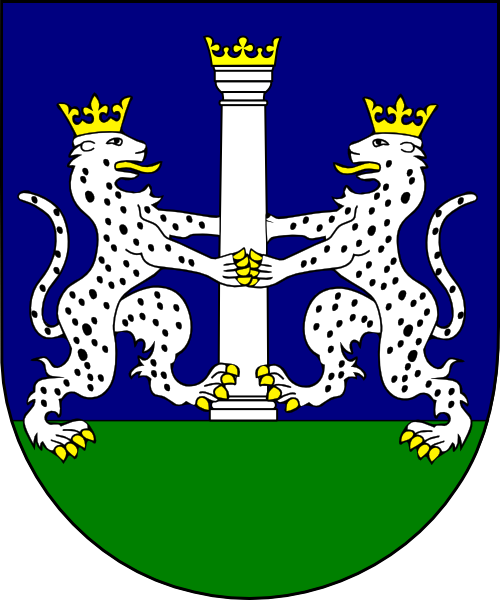
Lippay György érsek címere.

Zombori gróf Lippay György (Pozsony, 1600. október 9. – Nagyszombat, 1666. január 30.) prímás, esztergomi érsek és kitűnő alkimista. Öccse Lippay János egyetemi tanár.

## Élete
Édesapja Lippay János (†1616), édesanyja Landovicz Serényi Mária volt. Iskoláit Bécsben kezdte, majd a Grazi Egyetemen szerzett bölcsészdoktori oklevelet. Rómában hittudományi tanulmányokat folytatott. Hosszú ideig Bécsben szolgált, majd Magyarországra jött. 1625-től esztergomi kanonok, 1627-ben tornai főesperes. 1631-ben pécsi, 1633. február 1-jén veszprémi, 1637. május 1-jén egri püspök lett. Ezenkívül 1635-től kancellár. A nagyszombati egyetem (a mai ELTE) jogi karának egyik alapítója volt. 1642-től esztergomi érsekként működött. 1649-ben országos papneveldét létesített. Az ellenreformáció egyik fő szervezője volt, és a Habsburgok elkötelezett híve.
I. Lipót trónralépésével a hatalmi viszonyok átrendeződtek és befolyása az udvarban egyre csökkent. Felismerve a válságos erdélyi helyzet bécsi udvar általi katasztrofális kezelését, végül hathatósan közbenjárt Zrínyi Miklós érdekében, aki 1663 őszére elnyerte a dunántúli magyar csapatok főparancsnokságát.
Az 1664-es vasvári béke után az országra nehezedő egyre nagyobb idegen nyomás miatt csatlakozott a Wesselényi Ferenc nádor által szervezett főúri összeesküvéshez.

## Alkimista és kertészeti munkássága
Lippay élénken érdeklődőtt a természettudományok iránt. Pozsonyi kertjében kiterjedt dísznövény, gyümölcs és zöldségtermesztés folyt. Hátrahagyott egy alkimista kéziratot, melyet ma is őriz a bécsi National-Bibliothek. A díszes borítású kötet címe: Mons Magnesiae Ex Quo Obscurum sed Verum Subjectum Philosophorum effonditur et Expresse denominatur. Lippay munkáit I. Lipót királynak ajánlotta, aki nagy kedvelője volt az aranycsinálásnak. Lippay nézete az volt, hogy az aranycsinálás lehetséges megfelelő elméleti tudással. E tudáshoz vezet az általa csak "Magnezia Hegy"-nek (Mons Magnesia) nevezett út. Kitűnően foglalta össze a korábbi alkimisták műveit. Mint írja, "… a műben tárgyaltam az anyagról, amely magába foglalja a négy elemet, a földet, vizet, levegőt, tüzet; a három principiumot: sal, sulfur, mercurius-t; kettősségét a hímnek és nősténynek s végre azt az egy valamit, amely a mi csodálatos, egyszerű napanyagunk. … Ne maradjon előtted rejtve az sem, hogy ez a mi anyagunk a chaos". A munka a magyar alkímia egyik legszebb alkotása.
Az ő nevéhez fűződik a 16. század közepe után létesített pozsonyi érseki kert továbbfejlesztése és átalakítása is, amely kert szépségével, növényeinek gazdagságával európai hírnévre tett szert. E kerthez kapcsolódik öccse Lippay János életének utolsó, alkotó korszaka, aki bátyja hívására Pozsonyba jött, ahol megírta Posoni kert című három kötetes művét.

## Művei
Szinnyei József a következő munkáit ismeri:
1. Theatrvm Philosophi. Qvod In Alma Vniversitate Graecense, pro Doctoratus in Philosophia gradu consequendo, Anno M.DC.XXI. Mense Julio... Propvgnabit... Graecii, 1621
2. S. Ladislaus Rex Vulgo Pius dictus In Antiquissima & Celeberrima Vniversitate Divus Tutelaris, Panegyrica Oratione Celebratus ... Viennae, 1653
3. Rituale Strigoniense, seu Formula Agendorvm In Administratione Sacramentorum ac ceteris Ecclesiae publicis functionibus...Tyrnaviae, 1656 (Először Pázmány Péter által kiadva. Hozzá járul: Synodi Provincialis Decreta, Anno M.DC.XI. Tyrnaviae celebratae, per ill. ac. rev. Dnum Franciscum Forgách de Ghymes... Régibb kiadása. Pozsony, 1625)
4. De dignitate et puritate sacerdotum (Az 1629. nagyszombati zsinaton tartott értekezése. Megjelent a Péterffy, Sacra concilia r. Hungariae, Posonii, 1741-42. cz. munkában.)
5. Pázmány, Lippay és Eszterházy levelezése I. Rákóczi Györggyel. A gyulafehérvári káptalani levéltárban és a Batthyányi könyvtárban levő eredetiekből közli Beke Antal. Bpest, 1882 (1637-40-ből levelei megjelentek a Tört. Tárban 1881-82.)
6. Magyar levelei 1644-től (Győri tört. és rég. Füzetek II. 1863. 184., 270.)
7. Kéziratban az esztergomi főegyházmegyei könyvtárban: 
  1. Epistolae ad Polycarpum Bonanocz, ívrét; a budapesti egyetemi könyvtárban: levelei 1648. dec. 29. Tyrnaviae
  2. De colleg. Tyrnav. Soc. Jesu, 1650. április 11.
  3. Fundatio collegii generalis Tyrnaviae ab... facta, 1652. júl. 19.
  4. Litterae ad R. d. P. nuncium aulicum Germaniae, quibus confirmationem patris Pasthenii, Ruthenorum episcopi petit, és vegyes tartalmú latin levelei és iratai 1644–1658. Nagyszombatból és Pozsonyból keltezve, összesen 16 drb.

- "Írom kegyelmednek, mint igaz magyar igaz magyarnak...". Lippay György veszprémi és egri püspök, esztergomi érsek levelei magyar arisztokratákhoz, nemesekhez, 1635–1665; sajtó alá rend., szerk. Tusor Péter; MTA-PPKE "Lendület" Egyháztörténeti Kutatócsoport–Gondolat, Bp., 2015 (Bibliotheca Historiae Ecclesiasticae Universitatis Catholicae de Petro Pázmány Nuncupatae)